# Мотт, Пьер Ламбер де ла

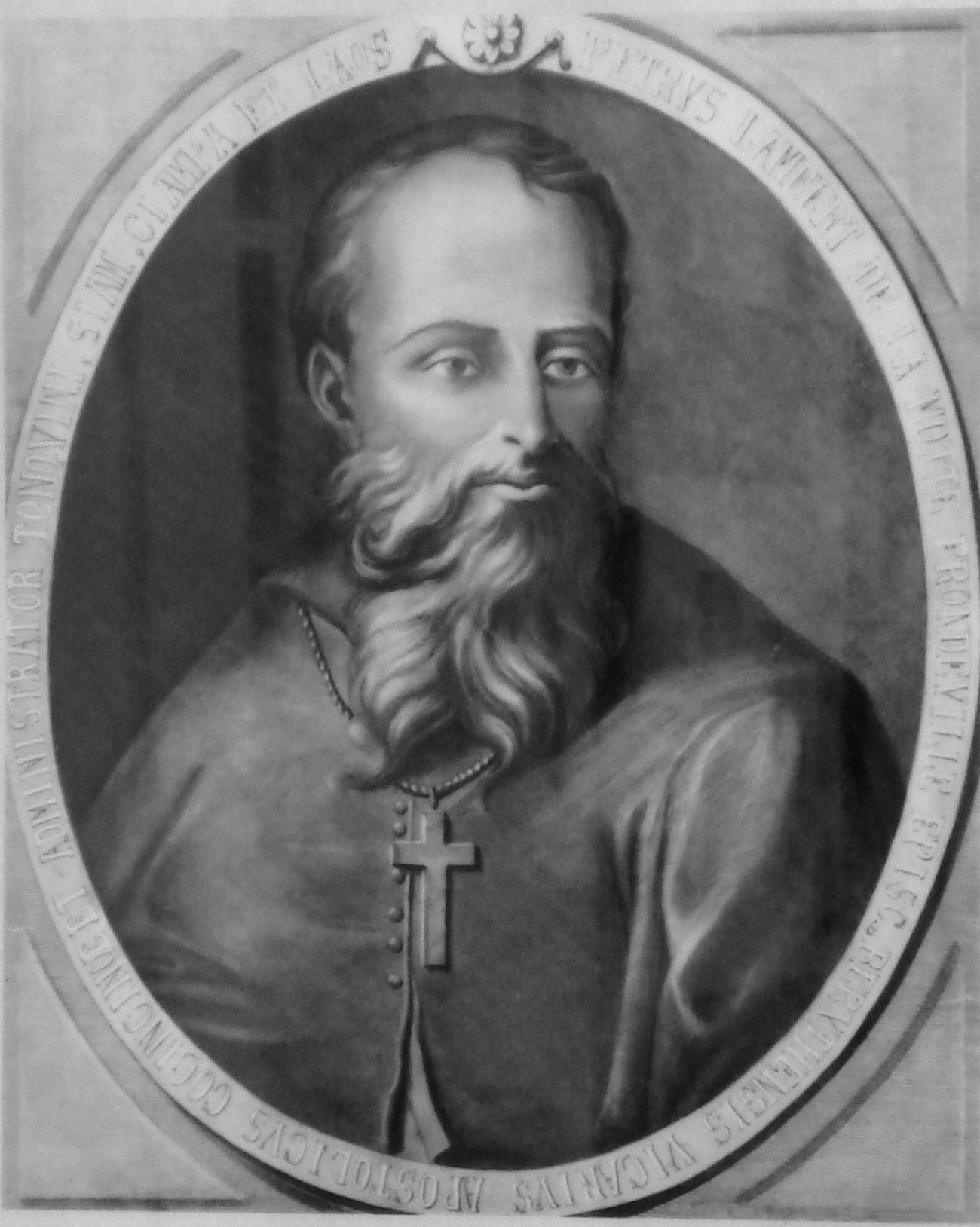
Пьер Ламбер де ла Мотт (1624-1679)

 Пьер Ламберт де ла Мотт  (фр.  Lambert de la Motte, род. 16.01.1624, департамент Кальвадос, Франция – ум. 15.01.1679, Сиам) – католический миссионер, епископ. Один из основателей католической миссионерской организации «Парижское Общество Заграничных Миссий».

## Биография
Пьер Ламбер де ла Мотт родился в департаменте Кальвадос, Франция. В 1658 году Ламбер де ла Мотт вместе с Александром де Родом, Франсуа Паллю и Игнатием Котоледи основал миссионерскую организацию «Парижское Общество Заграничных Миссий».
В 1658 году Ламбер де ла Мотт был рукоположён в титулярного епископа Бейрута и назначен епископом в Китай. Он был вынужден отправиться в Китай через Персию и Индия по суше, так как голландские и английские колониальные торговцы не хотели брать его борт корабля. 26 ноября 1660 года он отбыл из Марселя и достиг Сиама 18 месяцев спустя. В 1665 году он вместе с Франсуа Паллю основал в королевстве Аютия семинарию для местных жителей и колледж в Пинанге, Малайзия.
В 1670 году он прибыл в Тонкин, где стал заниматься организацией местной церкви. Ламбер де ла Мотт скончался в Аютии 23 июля 1677 года.

## Источник
- Missions étrangères de Paris. 350 ans au service du Christ 2008 Editeurs Malesherbes Publications, Paris ISBN 9782916828107
- Françoise Fauconnet-Buzelin, Le père inconnu de la Mission moderne, Pierre Lambert de la Motte, premier vicaire apostolique de Cochinchine, 1624-1679, Paris, Archives des Missions étrangères, 2006, 639 p.